# Força Aèria del Desert

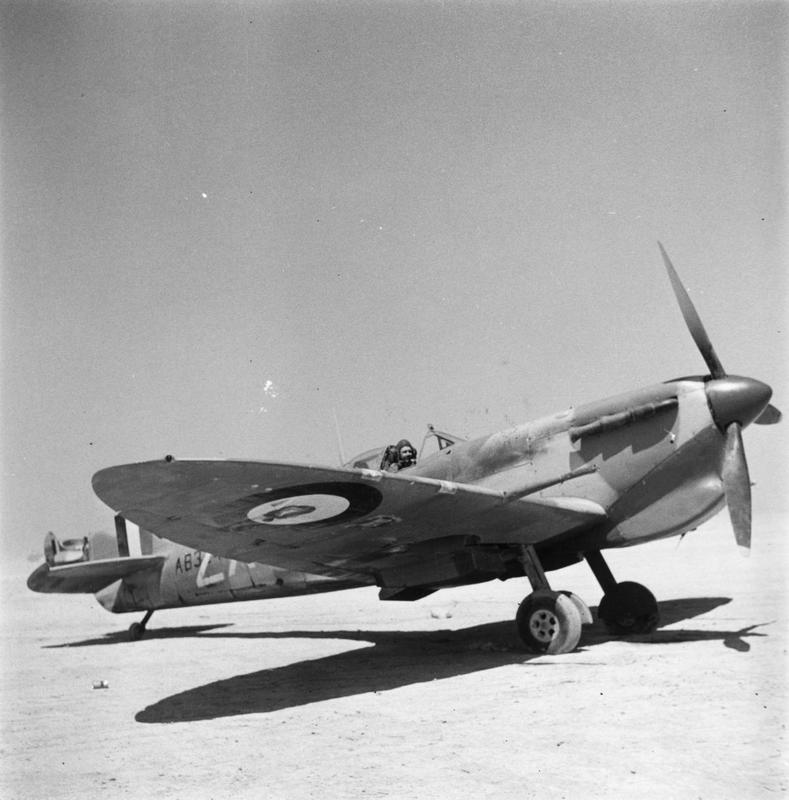
Un Spitfire del 145 Squadron de la RAF destinat al Desert Occidental

La Desert Air Force (DAF) (en català Força Aèria del Desert), també coneguda cronològicament com a Air Headquarters Western Desert (Quarter General Aèria del Desert Occidental), Air Headquarters Libya (Quarter General Aeri de Líbia), Western Desert Air Force (Força Aèria del Desert Occidental), i First Tactical Air Force (1TAF) (Primera Força Aèria Tàctica (1TAF)) va ser una força aèria tàctica aliada creada a partir del Grup núm. 204 de la RAF sota el Comandament de l'Orient Mitjà de la RAF al nord d'Àfrica el 1941 per proporcionar un suport aeri proper al Vuitè Exèrcit britànic contra les forces de l'Eix. Durant la Segona Guerra Mundial, la DAF estava format per esquadrons de la Royal Air Force (RAF), la Força Aèria Sud-africana (SAAF), la Royal Australian Air Force (RAAF), les Forces Aèries de l'Exèrcit dels Estats Units (USAAF) i altres forces aèries aliades.
Abans de la invasió italiana d'Egipte, la RAF a Egipte, que constava només de nou esquadrilles, va centrar les seves activitats en el suport terrestre, el reconeixement i només quan era necessari el combat aeri amb la Regia Aeronautica italiana. La força aèria a l'Orient Mitjà era clarament massa petita. Així, es va començar a iniciar una ruta de reforç alternativa a la ruta per la Mediterrània a través de Takoradi a la Costa d'Or (colònia britànica), des de la qual es van rebre nous avions per mar, es van muntar, es van fer proves de vol i es van transportar a través d'Àfrica fins a Khartum, una ruta que va ser oberta pel vicemariscal aeri Arthur Coningham a 1925. Per aquest i altres mitjans, a finals de novembre de 1940, la RAF a Egipte s'havia reforçat amb les esquadrilles núm. 73 i núm. 274 amb Hawker Hurricane i les esquadrilles núm. 37 i núm. 38 amb Vickers Wellington, així com diverses esquadrilles de la Força Aèria Sud-africana, preparades per a l'inici de l'operació Compass. Durant Compass, "les esqudrilles d'Hurricanes, Lysanders i Blenheims... es van esforçar molt per mantenir el ritme [amb les forces terrestres], sovint aterrant després d'una sortida de combat en una pista més avançada que la de la qual havien sortit."
A l'octubre de 1941, la Força Aèria del Desert Occidental tenien ja 16 esquadrilles d'avions (nou de caces, sis de bombarders mitjans i un de reconeixement tàctic) i van desplegar aproximadament 1.000 avions de combat a finals de 1941. En el moment de la Segona Batalla d'El Alamein, la DAF va desplegar 29 esquadrilles (incloent-hi nou sud-africans i tres unitats de la USAAF) volant amb bombarders mitjans Boston, Martin Baltimore i Mitchell; Caces i caces-bombarders Hurricane, Kittyhawk, Tomahawk, Warhawk i Spitfire. La DAF disposava més de 1.500 avions de combat, més del doble del nombre d'avions que l'Eix podia desplegar, dominant clarament l'espai aeri.